# Rivista navale
Con il termine rivista navale (meno propriamente detta anche "parata navale") si indica la rassegna che un'importante autorità (civile e/o militare) passa alle unità navali di una marina militare che normalmente defilano navigando in linea di fila, in formazione o facendo evoluzioni dinamiche in mare, oppure ancorate in rada od ormeggiate in porto.
Una tradizionale rivista navale che si tiene con cadenza annuale è ad esempio quella della Marina militare russa, passata in rassegna a San Pietroburgo dal presidente in carica in occasione della Giornata della Marina l'ultima domenica di luglio di ogni anno, con un defilamento di navi che in parte alla fonda in rada, in parte salpate dalla base navale di Kronštadt, sede della Flotta del Baltico, ma con unità rappresentative anche di quella del Nord, di quella del Mar Nero e della Flottiglia del Caspio e di altre marine straniere, sfilano lungo la Grande Neva passando attraverso il ponte dell'Annunciazione, quindi innanzi all'Ammiragliato, poi attraverso il ponte del Palazzo e a quello della Trinità (tutti e tre di tipo mobile appositamente lasciati aperti per l'occasione). Riviste navali minori si tengono, lo stesso giorno, anche nelle basi delle altre flotte.

## Riviste navali occasionali nel passato

### Regia Marina
- 11 novembre 1912, golfo di Napoli: rivista navale
- 16 luglio 1927, Ostia: rivista navale
- 26 novembre 1936, Golfo di Napoli: rivista navale in onore della visita di Stato di Miklós Horthy, reggente d'Ungheria[5] cui partecipa anche il transatlantico Rex[6].
- 7 giugno 1937, Gaeta e Napoli: nuova rivista navale in onore del generale tedesco Werner von Blomberg, ministro della guerra nel governo tedesco.
- 5 maggio 1938: rivista H nel golfo di Napoli in occasione della visita di Adolf Hitler
- 11 maggio 1939: rivista navale J a Napoli in occasione della visita del principe Paolo, reggente del Regno di Jugoslavia.

### Royal Navy

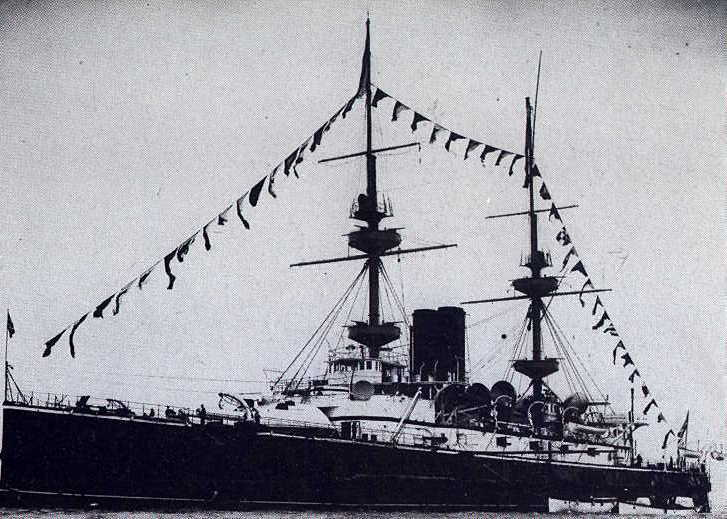
La corazzata HMS Mars col gran pavese alla rivista navale per l'incoronazione

- 16 agosto 1902: rivista navale in occasione dell'incoronazione di Edoardo VII, a Spithead nei pressi della base navale di Portsmouth. Senza portare alcuna nave da guerra da una qualsiasi stazione oltremare, la Royal Navy riunì per la rassegna 20 corazzate, 24 incrociatori e 47 cacciatorpediniere e vennero inoltre invitate a partecipare pure unità navali di marine straniere. Si stima che una folla di 100.000 persone si assiepasse sulle rive o si trovasse in mare, a bordo di battelli o di piccole imbarcazioni per assistere all’evento e sebbene durante il regno di Vittoria ci fossero state almeno 17 riviste navali, questa fu la prima associata a un'incoronazione.[7]